# Peter Boettke
Peter J. Boettke (ur. 3 stycznia 1960) – ekonomista amerykański, przedstawiciel szkoły austriackiej, syn Freda i Elinor Boettke. Urodził się w Rahway w stanie New Jersey, gdzie mieszkał aż do czasu, gdy przeprowadził się na studia w Thiel College, a następnie w Grove City College w Pensylwanii. Ekonomią zainteresował się po udziale w kursie prowadzonym przez Hansa Sennholza. Po otrzymaniu odpowiednika dyplomu licencjata (1983), Boettke studiował na George Mason University, gdzie najpierw został magistrem (1987), a następnie doktorem ekonomii w 1989.

## Praca
Po otrzymaniu tytułu doktora Boettke wykładał na kilku uczelniach, m.in. Oakland University, Manhattan College, czy też New York University. W roku 1998 powrócił na George Mason University jako członek wydziału. Był stypendystą London School of Economics (2004), Uniwersytetu Karola, Georgetown University i Amerykańskiego Instytutu Nauk Ekonomicznych i Politycznych w Pradze. Był także pracownikiem naukowym w Instytucie Hoovera na Uniwersytecie Stanforda. Obecnie Boettke pracuje jako profesor ekonomii na George Mason University, gdzie jest zastępcą dyrektora Jamesa M. Buchanana w Centrum Ekonomii Politycznej, a ponadto starszym pracownikiem naukowym w think tanku Mercatus Center. Do roku 2007 pracował na stanowisku dyrektora w programie studiów podyplomowych dla doktorantów swojego macierzystego uniwersytetu.
Boettke jest ponadto redaktorem naczelnym czasopisma Review of Austrian Economics, a także trenerem męskiej drużyny koszykówki Greshman w Robinson Secondary School w Fairfax (stan Wirginia), gdzie mieszka z żoną Rosemary oraz z dwoma synami – Matthew i Stephenem.
Otrzymanie Nagrody Nobla w dziedzinie ekonomii przez Paula Krugmana w 2008 roku określił jako „smutny dzień w historii ekonomii”.

## Publikacje
Jako autor
- Ekonomia polityczna socjalizmu radzieckiego: okres kształtowania 1918 – 1928 (The Political Economy of Soviet Socialism: The Formative Years, 1918-1928), 1990.
- Dlaczego pierestrojka zawiodła: ekonomia i polityka transformacji socjalizmu (Why Perestroika Failed: The Economics and Politics of Socialism Transformation), 1993.
- Kalkulacja i koordynacja: eseje o socjalizmie i polityce ekonomicznej okresu przejściowego (Calculation and Coordination: Essays on Socialism and Transitional Political Economy), 2001.
- Ekonomiczny sposób myślenia (The Economic Way of Thinking), razem z Heyne i Prychitko, 2005.
- Wyzwanie dla instytucji badawczych i rozwojowych: szkoła Bloomington (Challenging Institutional Analysis and Development: The Bloomington School), z Paulem Aligica, 2009.

Jako redaktor
- Procesy rynkowe: austriacka szkoła ekonomii współcześnie (Market Process: Essays in Contemporary Austrian Economics), 1994.
- Upadek centralnego planowania (The Collapse of Development Planning), 1994.
- Elgar dla szkoły austriackiej (Elgar Companion to Austrian Economics), 1994.
- Procesy rynkowe (The Market Process), 2 tomy, 1988.
- Dziedzictwo F. A. Hayeka: polityka, filozofia, ekonomia (The Legacy of F. A. Hayek: Politics, Philosophy, Economics), 3 tomy, 1999.
- Rynek i socjalizm: debata nad rachunkiem ekonomicznym w socjalizmie (Socialism and the Market: The Socialist Calculation Debate Revisited), 9 tomów, 2000.
- Dziedzictwo Ludwiga von Misesa: teoria i historia (The Legacy of Ludwig von Mises: Theory and History), razem z Peterem Leesonem, 2 tomy, 2006.
- Podręcznik współczesnej szkoły austriackiej (Handbook On Contemporary Austrian Economicsi), 2010.
- Ekonomiczna rola państwa (The Economic Role of the State), razem z Peterem Lessonem, w trakcie prac.